# 비트코인 ATM

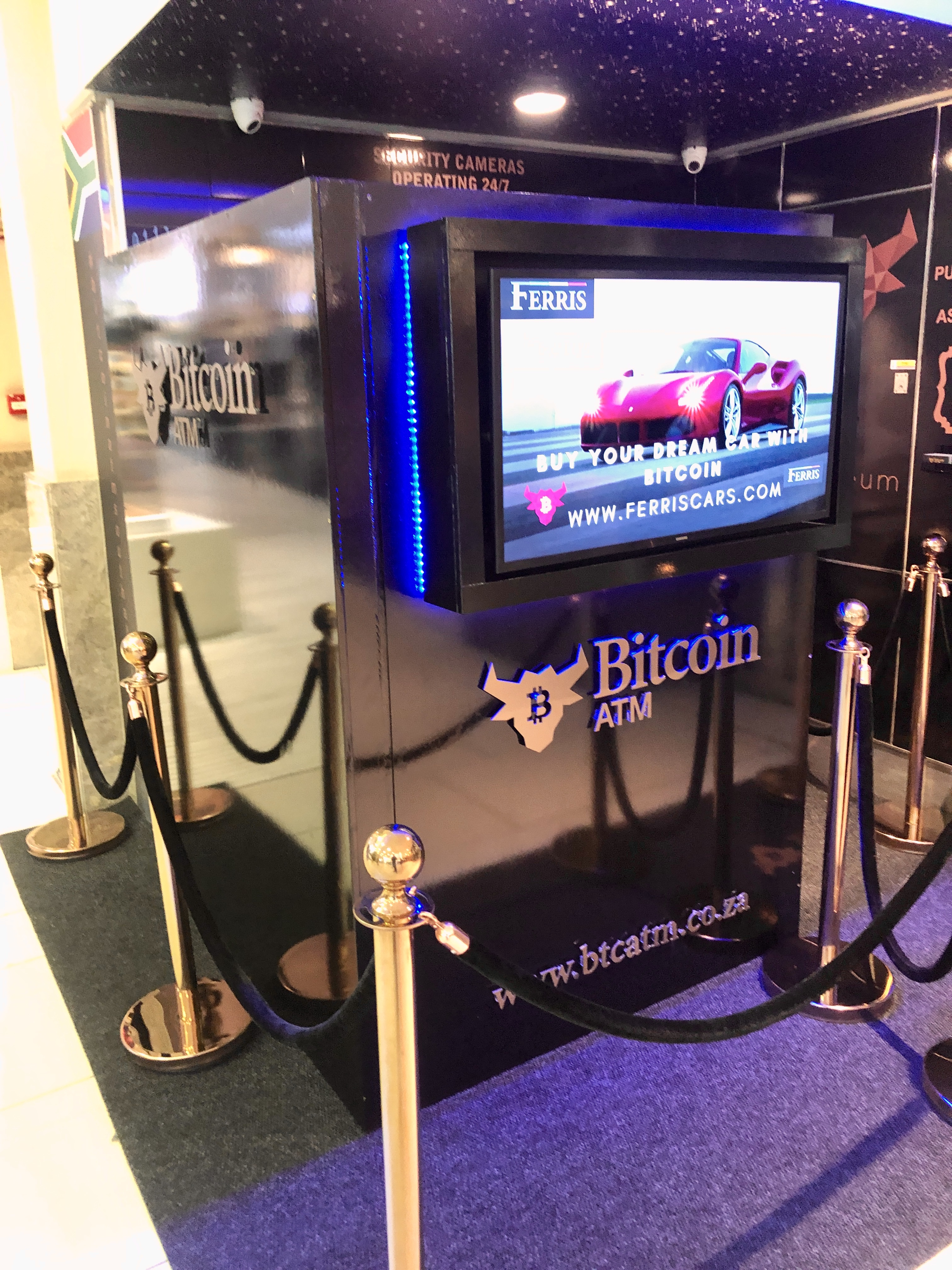
남아프리카 공화국의 비트코인 ATM

비트코인 ATM(현금자동입출금기)은 현금이나 직불 카드를 사용하여 비트코인 및 기타 암호화폐를 구매할 수 있는 키오스크이다. 일부 비트코인 ATM은 양방향 기능을 제공하여 비트코인을 구매하고 현금으로 비트코인을 판매할 수 있다. 어떤 경우에는 비트코인 ATM 제공업체가 사용자에게 기계에서 거래하려면 기존 계정이 있어야 한다고 요구한다.

## 역사
2013년 10월 29일, 캐나다 밴쿠버 시내의 웨이브스(Waves) 커피숍에 로보코인(Robocoin) 기계가 문을 열었다. 2013년 12월 8일, 유럽 최초의 비트코인 ATM이 슬로바키아 브라티슬라바에 설치되었다. 미국 최초의 기계는 2014년 2월 18일 뉴멕시코 주 앨버커키의 시가 바에서 온라인에 공개되었지만 30일 후에 제거되었다. 몇 달 후인 2014년 5월, 미국 최초의 허가된 비트코인 ATM이 코인미(Coinme)에 의해 개발되어 워싱턴주 시애틀의 스핏파이어 그릴(Spitfire Grill)에 설치되었다.

## 같이 보기
- 디지털 통화
- 암호화폐